# Halcyon Days (album của Ellie Goulding)
Halcyon Days là một bản tái phát hành cho album phòng thu thứ hai của nữ ca sĩ Anh Ellie Goulding, Halcyon (2012). Nó được phát hành vào 23 tháng 8 năm 2013 bởi Polydor Records.

## Danh sách bài hát
| Phiên bản cao cấp tại Anh và Australia | Phiên bản cao cấp tại Anh và Australia                                          | Phiên bản cao cấp tại Anh và Australia                         | Phiên bản cao cấp tại Anh và Australia | Phiên bản cao cấp tại Anh và Australia |
| STT                                    | Nhan đề                                                                         | Sáng tác                                                       | Nhà sản xuất                           | Thời lượng                             |
| -------------------------------------- | ------------------------------------------------------------------------------- | -------------------------------------------------------------- | -------------------------------------- | -------------------------------------- |
| 1.                                     | "Don't Say a Word"                                                              | Ellie Goulding Jim Eliot                                       | Eliot Goulding                         | 4:07                                   |
| 2.                                     | "My Blood"                                                                      | Goulding Eliot Mima Stilwell                                   | Eliot Goulding                         | 3:54                                   |
| 3.                                     | "Anything Could Happen"                                                         | Goulding Eliot                                                 | Eliot Goulding                         | 4:47                                   |
| 4.                                     | "Only You"                                                                      | Goulding Eliot                                                 | Eliot Goulding                         | 3:51                                   |
| 5.                                     | "Halcyon"                                                                       | Goulding Eliot                                                 | Eliot Goulding                         | 3:25                                   |
| 6.                                     | "Figure 8"                                                                      | Goulding Jonny Lattimer                                        | MONSTA Mike Spencer [a] Lattimer [c]   | 4:08                                   |
| 7.                                     | "Joy"                                                                           | Goulding Eliot                                                 | Eliot Goulding                         | 3:14                                   |
| 8.                                     | "Hanging On"                                                                    | Patrick James Grossi Ariel Rechtshaid                          | Billboard                              | 3:22                                   |
| 9.                                     | "Explosions"                                                                    | Goulding Fortis                                                | Fortis                                 | 4:03                                   |
| 10.                                    | "I Know You Care"                                                               | Justin Parker Goulding                                         | Parker                                 | 3:26                                   |
| 11.                                    | "Atlantis"                                                                      | Goulding Eliot                                                 | Eliot Goulding                         | 3:53                                   |
| 12.                                    | "Dead in the Water"                                                             | Goulding Fin Dow-Smith                                         | Starsmith                              | 4:44                                   |
| 13.                                    | "I Need Your Love" (Calvin Harris hợp tác với Ellie Goulding) (bài hát bổ sung) | Harris Goulding                                                | Harris                                 | 3:58                                   |
| 14.                                    | "Burn"                                                                          | Ryan Tedder Goulding Greg Kurstin Noel Zancanella Brent Kutzle | Kurstin Tedder [c]                     | 3:51                                   |
| 15.                                    | "Goodness Gracious"                                                             | Kurstin Goulding Nate Ruess                                    | Joe Kearns [c] Kurstin [c]             | 3:46                                   |
| 16.                                    | "You My Everything"                                                             | Goulding Eg White                                              | Robbie Lamond White [c] Sigma [a]      | 3:29                                   |
| 17.                                    | "Hearts Without Chains"                                                         | Goulding Fraser T Smith                                        | Smith                                  | 3:45                                   |
| 18.                                    | "Stay Awake" (with Madeon)                                                      | Hugo Leclercq Goulding                                         | Madeon                                 | 3:26                                   |
| 19.                                    | "Under Control"                                                                 | Goulding Oliver Goldstein Bonnie McKee Cory Nitta              | Oligee Cory Enemy                      | 4:06                                   |
| 20.                                    | "Flashlight" (với DJ Fresh)                                                     | Dan Stein The Invisible Men Goulding                           | DJ Fresh                               | 3:33                                   |
| 21.                                    | "How Long Will I Love You" (bài hát bổ sung)                                    | Mike Scott                                                     | Fortis                                 | 2:34                                   |

| Phiên bản tiêu chuẩn chính thức | Phiên bản tiêu chuẩn chính thức                                                 | Phiên bản tiêu chuẩn chính thức           | Phiên bản tiêu chuẩn chính thức | Phiên bản tiêu chuẩn chính thức |
| STT                             | Nhan đề                                                                         | Sáng tác                                  | Nhà sản xuất                    | Thời lượng                      |
| ------------------------------- | ------------------------------------------------------------------------------- | ----------------------------------------- | ------------------------------- | ------------------------------- |
| 13.                             | "Lights" (phiên bản đĩa đơn)                                                    | Goulding Stannard Howes                   | Stannard Howes                  | 3:30                            |
| 14.                             | "I Need Your Love" (Calvin Harris hợp tác với Ellie Goulding) (bài hát bổ sung) | Harris Goulding                           | Harris                          | 3:58                            |
| 15.                             | "Burn"                                                                          | Tedder Goulding Kurstin Zancanella Kutzle | Kurstin Tedder [c]              | 3:51                            |
| 16.                             | "Goodness Gracious"                                                             | Kurstin Goulding Ruess                    | Kearns [c] Kurstin [c]          | 3:46                            |
| 17.                             | "You My Everything"                                                             | Goulding White                            | Lamond White [c] Sigma [a]      | 3:29                            |
| 18.                             | "Hearts Without Chains"                                                         | Goulding Smith                            | Smith                           | 3:45                            |
| 19.                             | "Stay Awake" (with Madeon)                                                      | Leclercq Goulding                         | Leclercq                        | 3:26                            |
| 20.                             | "Under Control"                                                                 | Goulding Goldstein McKee Nitta            | Oligee Cory Enemy               | 4:06                            |
| 21.                             | "Flashlight" (with DJ Fresh)                                                    | Stein The Invisible Men Goulding          | DJ Fresh                        | 3:33                            |
| 22.                             | "How Long Will I Love You" (bonus track)                                        | Scott                                     | Fortis                          | 2:34                            |

| Phiên bản cao cấp tại Anh và Australia – Đĩa 1 | Phiên bản cao cấp tại Anh và Australia – Đĩa 1                                  | Phiên bản cao cấp tại Anh và Australia – Đĩa 1 | Phiên bản cao cấp tại Anh và Australia – Đĩa 1 | Phiên bản cao cấp tại Anh và Australia – Đĩa 1 |
| STT                                            | Nhan đề                                                                         | Sáng tác                                       | Nhà sản xuất                                   | Thời lượng                                     |
| ---------------------------------------------- | ------------------------------------------------------------------------------- | ---------------------------------------------- | ---------------------------------------------- | ---------------------------------------------- |
| 1.                                             | "Don't Say a Word"                                                              | Goulding Eliot                                 | Eliot Goulding                                 | 4:07                                           |
| 2.                                             | "My Blood"                                                                      | Goulding Eliot Stilwell                        | Eliot Goulding                                 | 3:54                                           |
| 3.                                             | "Anything Could Happen"                                                         | Goulding Eliot                                 | Eliot Goulding                                 | 4:47                                           |
| 4.                                             | "Only You"                                                                      | Goulding Eliot                                 | Eliot Goulding                                 | 3:51                                           |
| 5.                                             | "Halcyon"                                                                       | Goulding Eliot                                 | Eliot Goulding                                 | 3:25                                           |
| 6.                                             | "Figure 8"                                                                      | Goulding Lattimer                              | MONSTA Spencer [a] Lattimer [c]                | 4:08                                           |
| 7.                                             | "JOY"                                                                           | Goulding Eliot                                 | Eliot Goulding                                 | 3:14                                           |
| 8.                                             | "Hanging On"                                                                    | Grossi Rechtshaid                              | Billboard                                      | 3:22                                           |
| 9.                                             | "Explosions"                                                                    | Goulding Fortis                                | Fortis                                         | 4:03                                           |
| 10.                                            | "I Know You Care"                                                               | Parker Goulding                                | Parker                                         | 3:26                                           |
| 11.                                            | "Atlantis"                                                                      | Goulding Eliot                                 | Eliot Goulding                                 | 3:53                                           |
| 12.                                            | "Dead in the Water"                                                             | Goulding Dow-Smith                             | Starsmith                                      | 4:44                                           |
| 13.                                            | "I Need Your Love" (Calvin Harris hợp tác với Ellie Goulding) (bài hát bổ sung) | Harris Goulding                                | Harris                                         | 3:58                                           |
| 14.                                            | "Ritual"                                                                        | Goulding, Stannard, Howes                      | MONSTA Stannard [c] Howes [c]                  | 3:50                                           |
| 15.                                            | "In My City"                                                                    | Goulding Jomphe                                | Billboard                                      | 3:20                                           |
| 16.                                            | "Without Your Love"                                                             | Goulding Dow-Smith                             | Starsmith                                      | 4:19                                           |
| 17.                                            | "Hanging On" (featuring Tinie Tempah)                                           | Grossi Rechtshaid Okogwu                       | Billboard                                      | 4:15                                           |

| Phiên bản cao cấp - Đĩa 1 | Phiên bản cao cấp - Đĩa 1    | Phiên bản cao cấp - Đĩa 1 | Phiên bản cao cấp - Đĩa 1 | Phiên bản cao cấp - Đĩa 1 |
| STT                       | Nhan đề                      | Sáng tác                  | Nhà sản xuất              | Thời lượng                |
| ------------------------- | ---------------------------- | ------------------------- | ------------------------- | ------------------------- |
| 18.                       | "Lights" (phiên bản đĩa đơn) | Goulding Stannard Howes   | Stannard Howes            | 3:30                      |

| Phiên bản cao cấp - Đĩa 2 | Phiên bản cao cấp - Đĩa 2                | Phiên bản cao cấp - Đĩa 2                                                | Phiên bản cao cấp - Đĩa 2    | Phiên bản cao cấp - Đĩa 2 |
| STT                       | Nhan đề                                  | Sáng tác                                                                 | Nhà sản xuất                 | Thời lượng                |
| ------------------------- | ---------------------------------------- | ------------------------------------------------------------------------ | ---------------------------- | ------------------------- |
| 1.                        | "Burn"                                   | Tedder Goulding Kurstin Zancanella Kutzle                                | Kurstin Tedder [c]           | 3:51                      |
| 2.                        | "Goodness Gracious"                      | Kurstin Goulding Ruess                                                   | Kearns [c] Kurstin [c]       | 3:46                      |
| 3.                        | "You My Everything"                      | Goulding White                                                           | Lamond White [c] Sigma [a]   | 3:29                      |
| 4.                        | "Hearts Without Chains"                  | Goulding Smith                                                           | Smith                        | 3:45                      |
| 5.                        | "Stay Awake" (with Madeon)               | Leclercq Goulding                                                        | Leclercq                     | 3:26                      |
| 6.                        | "Under Control"                          | Goulding Goldstein McKee Nitta                                           | Oligee Cory Enemy            | 4:06                      |
| 7.                        | "Flashlight" (with DJ Fresh)             | Stein The Invisible Men Goulding                                         | DJ Fresh                     | 3:33                      |
| 8.                        | "How Long Will I Love You" (bonus track) | Scott                                                                    | Fortis                       | 2:34                      |
| 9.                        | "Tessellate"                             | Joe Newman Gus Unger-Hamilton Gwilym Sainsbury Thom Green Charlie Andrew | Xaphoon Jones Noah Breakfast | 3:56                      |
| 10.                       | "Midas Touch" (Ellie Goulding × Burns)   | Boaz Watson June Watson                                                  | Burns                        | 3:45                      |

| Phiên bản cao cấp tại iTunes Store (video bổ sung) | Phiên bản cao cấp tại iTunes Store (video bổ sung) | Phiên bản cao cấp tại iTunes Store (video bổ sung) | Phiên bản cao cấp tại iTunes Store (video bổ sung) |
| STT                                                | Nhan đề                                            | Đạo diễn                                           | Thời lượng                                         |
| -------------------------------------------------- | -------------------------------------------------- | -------------------------------------------------- | -------------------------------------------------- |
| 28.                                                | "Hanging On"                                       | Ben Newbury                                        | 4:15                                               |
| 29.                                                | "Anything Could Happen"                            | Floria Sigismondi                                  | 4:17                                               |
| 30.                                                | "Figure 8"                                         | W.I.Z.                                             | 4:03                                               |
| 31.                                                | "Explosions"                                       | Yuliya Miroshnikova                                | 4:00                                               |
| 32.                                                | "Burn"                                             | Mike Sharpe                                        | 3:58                                               |
| 33.                                                | "Tessellate"                                       | Ben Newbury                                        | 4:02                                               |

| Phiên bản bổ sung tại Mỹ và Canada | Phiên bản bổ sung tại Mỹ và Canada             | Phiên bản bổ sung tại Mỹ và Canada | Phiên bản bổ sung tại Mỹ và Canada | Phiên bản bổ sung tại Mỹ và Canada |
| STT                                | Nhan đề                                        | Sáng tác                           | Nhà sản xuất                       | Thời lượng                         |
| ---------------------------------- | ---------------------------------------------- | ---------------------------------- | ---------------------------------- | ---------------------------------- |
| 29.                                | "Anything Could Happen" (Blood Diamonds Remix) | Goulding Eliot                     | Eliot Goulding Blood Diamonds [b]  | 4:58                               |

| Phiên bản tái phát hành năm 2014 và phiên bản sửa đổi tại Nhật Bản | Phiên bản tái phát hành năm 2014 và phiên bản sửa đổi tại Nhật Bản              | Phiên bản tái phát hành năm 2014 và phiên bản sửa đổi tại Nhật Bản | Phiên bản tái phát hành năm 2014 và phiên bản sửa đổi tại Nhật Bản | Phiên bản tái phát hành năm 2014 và phiên bản sửa đổi tại Nhật Bản |
| STT                                                                | Nhan đề                                                                         | Sáng tác                                                           | Nhà sản xuất                                                       | Thời lượng                                                         |
| ------------------------------------------------------------------ | ------------------------------------------------------------------------------- | ------------------------------------------------------------------ | ------------------------------------------------------------------ | ------------------------------------------------------------------ |
| 1.                                                                 | "Don't Say a Word"                                                              | Goulding Eliot                                                     | Eliot Goulding                                                     | 4:07                                                               |
| 2.                                                                 | "My Blood"                                                                      | Goulding Eliot Stilwell                                            | Eliot Goulding                                                     | 3:54                                                               |
| 3.                                                                 | "Anything Could Happen"                                                         | Goulding Eliot                                                     | Eliot Goulding                                                     | 4:47                                                               |
| 4.                                                                 | "Only You"                                                                      | Goulding Eliot                                                     | Eliot Goulding                                                     | 3:51                                                               |
| 5.                                                                 | "Figure 8"                                                                      | Goulding Lattimer                                                  | MONSTA Spencer [a] Lattimer [c]                                    | 4:08                                                               |
| 6.                                                                 | "JOY"                                                                           | Goulding Eliot                                                     | Eliot Goulding                                                     | 3:14                                                               |
| 7.                                                                 | "Hanging On"                                                                    | Grossi Rechtshaid                                                  | Billboard                                                          | 3:22                                                               |
| 8.                                                                 | "Explosions"                                                                    | Goulding Fortis                                                    | Fortis                                                             | 4:03                                                               |
| 9.                                                                 | "I Know You Care"                                                               | Parker Goulding                                                    | Parker                                                             | 3:26                                                               |
| 10.                                                                | "Dead in the Water"                                                             | Goulding Dow-Smith                                                 | Starsmith                                                          | 4:44                                                               |
| 11.                                                                | "Lights" (phiên bản đĩa đơn)                                                    | Goulding Stannard Howes                                            | Stannard Howes                                                     | 3:30                                                               |
| 12.                                                                | "Beating Heart"                                                                 | Goulding Joe Janiak                                                | Krustin                                                            | 3:32                                                               |
| 13.                                                                | "I Need Your Love" (Calvin Harris hợp tác với Ellie Goulding) (bài hát bổ sung) | Harris Goulding                                                    | Harris                                                             | 3:58                                                               |
| 14.                                                                | "Burn"                                                                          | Tedder Goulding Kurstin Zancanella Kutzle                          | Kurstin Tedder [c]                                                 | 3:51                                                               |
| 15.                                                                | "Goodness Gracious"                                                             | Kurstin Goulding Ruess                                             | Kearns [c] Kurstin [c]                                             | 3:46                                                               |
| 16.                                                                | "You My Everything"                                                             | Goulding White                                                     | Lamond White [c] Sigma [a]                                         | 3:29                                                               |
| 17.                                                                | "Hearts Without Chains"                                                         | Goulding Smith                                                     | Smith                                                              | 3:45                                                               |
| 18.                                                                | "Stay Awake" (with Madeon)                                                      | Leclercq Goulding                                                  | Leclercq                                                           | 3:26                                                               |
| 19.                                                                | "Under Control"                                                                 | Goulding Goldstein McKee Nitta                                     | Oligee Cory Enemy                                                  | 4:06                                                               |
| 20.                                                                | "Flashlight" (with DJ Fresh)                                                    | Stein The Invisible Men Goulding                                   | DJ Fresh                                                           | 3:33                                                               |
| 21.                                                                | "How Long Will I Love You" (bonus track)                                        | Scott                                                              | Fortis                                                             | 2:34                                                               |

Chú thích
- ^a  dưới dạng một nhà sản xuất
- ^b  dưới dạng một người phối nhạc
- ^c  dưới dạng một nhà sản xuất giọng

## Xếp hạng

### Xếp hạng tuần
| Chart (2013–14)                          | Peak position |
| ---------------------------------------- | ------------- |
| Album Úc (ARIA)                          | 4             |
| Album Áo (Ö3 Austria)                    | 23            |
| Album Quốc tế Croatia (HDU)              | 21            |
| Album Phần Lan (Suomen virallinen lista) | 30            |
| Album Ý (FIMI)                           | 74            |
| Japanese Albums (Oricon)                 | 260           |
| Album New Zealand (RMNZ)                 | 1             |
| Album Ba Lan (ZPAV)                      | 35            |
| Album Thụy Điển (Sverigetopplistan)      | 22            |

### Xếp hạng cuối năm
| Bảng xép hạng (2013)                   | Vị trí |
| -------------------------------------- | ------ |
| New Zealand Albums (Recorded Music NZ) | 25     |

| Bảng xếp hạng (2014)                   | Vị trí |
| -------------------------------------- | ------ |
| New Zealand Albums (Recorded Music NZ) | 24     |
| Swedish Albums (Sverigetopplistan)     | 71     |

## Chứng nhận
| Quốc gia                                  | Chứng nhận | Số đơn vị/doanh số chứng nhận |
| ----------------------------------------- | ---------- | ----------------------------- |
| México (AMPROFON)                         | Vàng       | 30.000^                       |
| ^ Chứng nhận dựa theo doanh số nhập hàng. |            |                               |

## Lịch sử phát hành
| Khu vực                               | Ngày                | Phiên bản           | Nhãn                  | Ref.          |
| ------------------------------------- | ------------------- | ------------------- | --------------------- | ------------- |
| Úc\|rowspan="3"\| 23 tháng 8 năm 2013 | Tiêu chuẩn Cao cấp  | Universal           | [ 2 ] [ 7 ]           |               |
| Đức                                   | Tiêu chuẩn Cao cấp  | Universal           | [ 3 ] [ 8 ]           |               |
| Hà Lan                                | Tiêu chuẩn Cao cấp  | Universal           | [ 29 ] [ 30 ]         |               |
| Thụy Điển                             | Tiêu chuẩn Cao cấp  | Universal           | 26 tháng 8 năm 2013   | [ 4 ] [ 9 ]   |
| Anh                                   | Tiêu chuẩn Cao cấp  | Polydor             | 26 tháng 8 năm 2013   | [ 1 ] [ 6 ]   |
| Ba Lan                                | Tiêu chuẩn Cao cấp  | 27 tháng 8 năm 2013 | Universal             | [ 31 ] [ 32 ] |
| Canada                                | Cao cấp             | 27 tháng 8 năm 2013 | Universal             | [ 10 ]        |
| Hoa Kỳ                                | Cao cấp             | 27 tháng 8 năm 2013 | Cherrytree Interscope | [ 33 ]        |
| Ý                                     | 1 tháng 11 năm 2013 | Tiêu chuẩn          | Universal             | [ 34 ]        |
| Pháp                                  | 9 tháng 12 năm 2013 | Tiêu chuẩn          | Universal             | [ 5 ]         |
| Pháp                                  | 10 tháng 3 năm 2014 | Tái phát hành       | Universal             | [ 35 ]        |
| Đức                                   | 23 tháng 5 năm 2014 | Tái phát hành       | Universal             | [ 36 ]        |
| Ba Lan                                | 3 tháng 6 năm 2014  | Tái phát hành       | Universal             | [ 37 ]        |
| Nhật Bản                              | 2 tháng 1 năm 2014  | Tiêu chuẩn          | Universal             | [ 15 ]        |